# Division d'Honneur 1938-1939 (Lussemburgo)
La Division d'Honneur 1938-1939 è stata la 29ª edizione del massimo campionato lussemburghese di calcio. La stagione è iniziata il 28 agosto 1938 ed è terminata il 17 aprile 1939. La squadra Stade Dudelange ha vinto il titolo per la prima volta nella sua storia.

## Formula
2 punti alla vittoria, un punto al pareggio, nessun punto alla sconfitta.
Le 10 squadre partecipanti si affrontano in un girone di andata e ritorno, per un totale di 18 giornate.

Le ultime due classificate retrocedono direttamente in 1. Division.

## Classifica finale
|                        | Pos. | Squadra                  | Pt | G  | V  | N | P  | GF | GS | DR  |
| ---------------------- | ---- | ------------------------ | -- | -- | -- | - | -- | -- | -- | --- |
| Lussemburgo (bandiera) | 1.   | Stade Dudelange          | 31 | 18 | 14 | 3 | 1  | 62 | 25 | +37 |
|                        | 2.   | US Dudelange             | 28 | 18 | 13 | 2 | 3  | 74 | 24 | +50 |
|                        | 3.   | Spora Luxembourg         | 23 | 18 | 10 | 3 | 5  | 57 | 31 | +26 |
|                        | 4.   | Jeunesse Esch            | 19 | 18 | 9  | 1 | 8  | 52 | 41 | +11 |
|                        | 5.   | Progrès Niedercorn       | 19 | 18 | 8  | 3 | 7  | 48 | 41 | +7  |
|                        | 6.   | Union Luxembourg         | 18 | 18 | 8  | 2 | 8  | 39 | 44 | -5  |
|                        | 7.   | Chiers Rodange           | 12 | 18 | 4  | 4 | 10 | 28 | 60 | -32 |
|                        | 8.   | The National Schifflange | 11 | 18 | 4  | 3 | 11 | 37 | 52 | -15 |
|                        | 9.   | Fola Esch                | 10 | 18 | 5  | 0 | 13 | 31 | 63 | -32 |
|                        | 10.  | Avenir Beggen            | 9  | 18 | 4  | 1 | 13 | 32 | 79 | -47 |

Legenda:

      Campione del Lussemburgo 1938-1939

      Retrocesse in 1. Division 1939-1940

### Calendario
| Andata (1ª)  | Andata (1ª) | Prima giornata     | Ritorno (10ª) | Ritorno (10ª) |
|              |             |                    |               |               |
| 28 ago. 1938 | 2-5         | Avenir-Niedercorn  | 3-5           | 27 nov. 1938  |
| 28 ago. 1938 | 3-2         | Chiers-National    | 4-4           | 27 nov. 1938  |
| 28 ago. 1938 | 7-1         | Jeunesse-Fola      | 2-1           | 27 nov. 1938  |
| 28 ago. 1938 | 2-1         | Spora-US Dudelange | 2-3           | 27 nov. 1938  |
| 28 ago. 1938 | 2-1         | Stade-Union        | 3-2           | 27 nov. 1938  |

| Andata (2ª) | Andata (2ª) | Seconda giornata    | Ritorno (11ª) | Ritorno (11ª) |
|             |             |                     |               |               |
| 4 set. 1938 | 1-0         | Fola-Chiers         | 1-2           | 11 nov. 1938  |
| 4 set. 1938 | 2-3         | National-Spora      | 3-2           | 11 nov. 1938  |
| 4 set. 1938 | 4-1         | Niedercorn-Jeunesse | 3-2           | 11 nov. 1938  |
| 4 set. 1938 | 6-1         | Union-Avenir        | 2-3           | 11 nov. 1938  |
| 4 set. 1938 | 0-0         | US Dudelange-Stade  | 0-0           | 11 nov. 1938  |

| Andata (3ª)  | Andata (3ª) | Terza giornata        | Ritorno (12ª) | Ritorno (12ª) |
|              |             |                       |               |               |
| 11 set. 1938 | 1-8         | Avenir-Stade          | 0-5           | 18 dic. 1938  |
| 11 set. 1938 | 1-6         | Chiers-Niedercorn     | 1-2           | 18 dic. 1938  |
| 11 set. 1938 | 3-1         | Jeunesse-Union        | 1-4           | 18 dic. 1938  |
| 11 set. 1938 | 7-1         | Spora-Fola            | 0-3           | 18 dic. 1938  |
| 11 set. 1938 | 7-1         | US Dudelange-National | 3-1           | 18 dic. 1938  |

| Andata (4ª)  | Andata (4ª) | Quarta giornata     | Ritorno (13ª) | Ritorno (13ª) |
|              |             |                     |               |               |
| 25 set. 1938 | 1-4         | Avenir-US Dudelange | 0-6           | 8 gen. 1939   |
| 25 set. 1938 | 2-1         | Stade-Jeunesse      | 4-1           | 8 gen. 1939   |
| 25 set. 1938 | 2-1         | Fola-National       | -             | 8 gen. 1939   |
| 25 set. 1938 | 1-3         | Niedercorn-Spora    | -             | 8 gen. 1939   |
| 25 set. 1938 | 1-5         | Union-Chiers        | 0-4           | 8 gen. 1939   |

| Andata (5ª) | Andata (5ª) | Quinta giornata     | Ritorno (14ª) | Ritorno (14ª) |
|             |             |                     |               |               |
| 9 ott. 1938 | 2-4         | Chiers-Stade        | 1-5           | 12 feb. 1939  |
| 9 ott. 1938 | 7-2         | Jeunesse-Avenir     | 5-2           | 12 feb. 1939  |
| 9 ott. 1938 | 2-2         | National-Niedercorn | 1-5           | 12 feb. 1939  |
| 9 ott. 1938 | 1-2         | Spora-Union         | 4-2           | 12 feb. 1939  |
| 9 ott. 1938 | 7-1         | US Dudelange-Fola   | 9-3           | 12 feb. 1939  |

| Andata (6ª)  | Andata (6ª) | Sesta giornata        | Ritorno (15ª) | Ritorno (15ª) |
|              |             |                       |               |               |
| 16 ott. 1938 | 3-4         | Avenir-Chiers         | 1-1           | 19 feb. 1939  |
| 16 ott. 1938 | 5-1         | Jeunesse-US Dudelange | 1-5           | 19 feb. 1939  |
| 16 ott. 1938 | 2-1         | Niedercorn-Fola       | 1-5           | 19 feb. 1939  |
| 16 ott. 1938 | 2-2         | Stade-Spora           | 2-4           | 19 feb. 1939  |
| 16 ott. 1938 | 3-3         | Union-National        | -             | 19 feb. 1939  |

| Andata (7ª)  | Andata (7ª) | Settima giornata        | Ritorno (16ª) | Ritorno (16ª) |
|              |             |                         |               |               |
| 23 ott. 1938 | 2-2         | Chiers-Jeunesse         | 1-6           | 26 feb. 1939  |
| 23 ott. 1938 | 0-2         | Fola-Union              | 2-3           | 26 feb. 1939  |
| 23 ott. 1938 | 2-3         | National-Stade          | -             | 26 feb. 1939  |
| 23 ott. 1938 | 9-2         | Spora-Avenir            | 9-0           | 26 feb. 1939  |
| 23 ott. 1938 | 4-1         | US Dudelange-Niedercorn | 4-3           | 26 feb. 1939  |

| Andata (8ª)  | Andata (8ª) | Ottava giornata     | Ritorno (17ª) | Ritorno (17ª) |
|              |             |                     |               |               |
| 24 ott. 1937 | 3-0         | Avenir-National     | -             | 12 mar. 1939  |
| 24 ott. 1937 | 0-8         | Chiers-US Dudelange | -             | 12 mar. 1939  |
| 24 ott. 1937 | 4-0         | Jeunesse-Spora      | -             | 12 mar. 1939  |
| 24 ott. 1937 | 9-1         | Stade-Fola          | 4-2           | 12 mar. 1939  |
| 24 ott. 1937 | 1-1         | Union-Niedercorn    | 3-2           | 12 mar. 1939  |

| Andata (9ª)  | Andata (9ª) | Nona giornata      | Ritorno (18ª) | Ritorno (18ª) |
|              |             |                    |               |               |
| 20 nov. 1938 | 4-1         | Fola-Avenir        | 0-3           | 17 apr. 1939  |
| 20 nov. 1938 | 1-4         | National-Jeunesse  | 0-1           | 17 apr. 1939  |
| 20 nov. 1938 | 2-3         | Niedercorn-Stade   | 1-2           | 17 apr. 1939  |
| 20 nov. 1938 | 3-1         | Spora-Chiers       | 0-0           | 17 apr. 1939  |
| 20 nov. 1938 | 4-0         | US Dudelange-Union | 2-3           | 17 apr. 1939  |